# Cedric Gibbons
Austin Cedric Gibbons (23. marts 1890  – 26. juli 1960) var en amerikansk art director og produktionsdesigner for filmindustrien.
Han har også ydet et væsentligt bidrag til biografarkitekturen fra 1930'erne til 1950'erne. Gibbons designede Oscarstatuetten i 1928, men udpegede George Stanly, en kunstner fra Los Angeles, til at formgive den.
Han var nomineret til en Oscar for bedste scenografi 38 gange og vandt 11 gange.

## Karriere
Austin Cedric Gibbins blev født i New York City til arkitekt Austin P. Gibbons og Veronica Fitzpatrick Simmons, som flyttede til New York ved århundredeskiftet. Han blev hjemmeskolet og studerede ved Art Students League of New York.
I 1911 begyndte han at arbejde på sin fars kontor som juniortegner. I 1915 blev han ansat som art director hos Edison Studios i New Jersey. Under første verdenskrig tjente han i United States Navy. Han begyndte en lang karriere hos Metro-Goldwyn-Mayer i 1924, da studiet blev grundlagt.
Gibbons var en af de originale 36 stiftere af Academy of Motion Picture Arts and Sciences, og designede Oscarstatuetten i 1928.
Han trak sig tilbage fra MGM som art director og chef for kunstafdelingen i 1956 med omkring 1.500 film krediteret til ham. Men dette tal anses for at være overdrevet, da andre designere måske har gjort hovedparten af arbejdet.

## Personligt liv og død
Gibbons giftede sig i 1930 med skuespilleren Dolores del Río, og tegnede selv deres hus i Santa Monica, en Art deco-bolig inspireret af den østrigske arkitekt Rudolf Schindlers værker.
Parret blev skilt i 1941, og tre år efter giftede han sig med Hazel Brooks.
De var gift frem til hans død i 1960, 70 år gammel.